# Тух
Тух (араб. طوخ‎) — город на севере Египта, расположенный на территории мухафазы Кальюбия.

## Географическое положение
Город находится в центральной части мухафазы, в южной части дельты Нила, восточнее рукава Думьят, на расстоянии приблизительно 9 километров к югу от Бенхи, административного центра провинции. Абсолютная высота — 9 метров над уровнем моря.

## Климат
Климат города характеризуется как аридный жаркий (BWh в классификации климатов Кёппена). Уровень атмосферных осадков, выпадающих в течение года крайне низок (среднегодовое количество — 25 мм). Средняя годовая температура составляет 20,3 °C.

## Демография
По данным переписи 2006 года численность населения Туха составляла 41 624 человека.
Динамика численности населения города по годам:
| 1996   | 2006   |
| ------ | ------ |
| 34 699 | 41 624 |

## Транспорт
Ближайший гражданский аэропорт — Международный аэропорт Каира.